# Варга, Бела
Бела Варга (венг. Varga Béla; 2 июня 1889 — 4 апреля 1969) — австро-венгерский и венгерский борец греко-римского стиля, призёр Олимпийских игр.
Бела Варга родился в 1889 году в Кишкунфеледьхаза. В 1910 году на неофициальном чемпионате мира в Вене он занял первое место в весовой категории свыше 75 кг. В 1912 году он выиграл неофициальный чемпионат Европы в Будапеште, а на Олимпийских играх в Стокгольме стал обладателем бронзовой медали. В 1913 году он выиграл неофициальный чемпионат Европы в Будапеште.
В 1921, 1923 и 1924 годах Бела Варга становился чемпионом Венгрии. В 1922 году Бела Варга принял участие в чемпионате мира в Стокгольме, но занял лишь 6-е место. В 1924 году он участвовал в Олимпийских играх в Париже, но стал лишь 5-м. В 1925 году принял участие в чемпионате Европы в Милане, но там стал лишь 7-м.